# Giammaria Mazzuchelli
Giovanni Maria Mazzuchelli, oder Mazzucchelli (* 28. Oktober 1707 in Brescia; † 19. November 1765 ebendort), war ein italienischer Literat, Bibliograph, Historiker und Mathematiker.

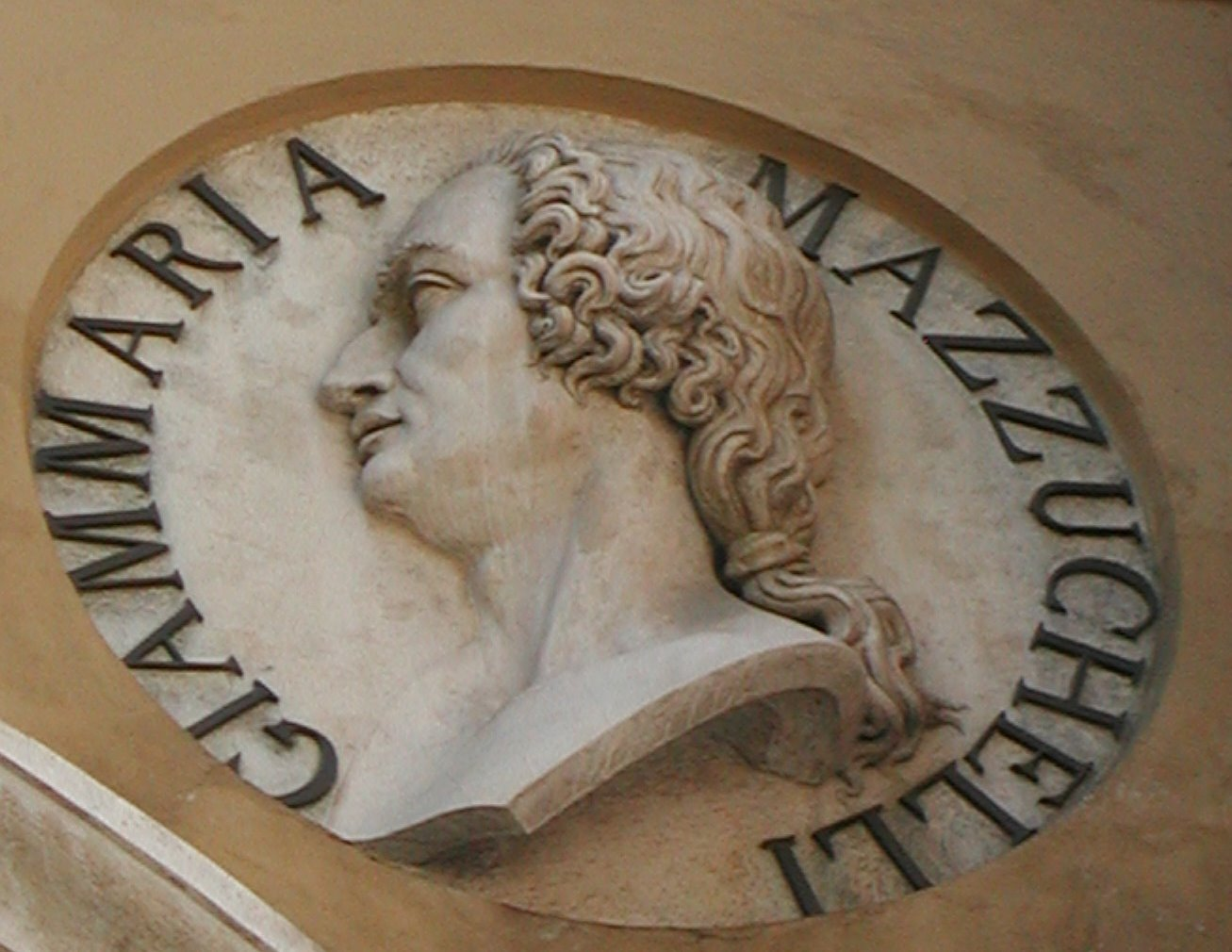
Porträt von Giammaria Mazzuchelli auf dem Arco del Granarolo in Brescia

## Biografie
Er wurde als Sohn von Graf Federico Mazzuchelli und Margherita Muzzi geboren. Aufgrund des schlechten Gesundheitszustandes in der frühen Kindheit studierte er zunächst bei einem Privatlehrer. Er setzte sein Studium in Bologna als Schüler von Francesco Saverio Quadrio fort und später in Padua als Schüler von Domenico Lazzarini, wo er 1728 seinen Abschluss machte. Im selben Jahr heiratete er Barbara Chizzoli, eine Erbin, deren Mitgift es ihm ermöglichte, sich der Geschichtswissenschaft zu widmen. Mazzucchellis Vater kaufte 1722 Moggis Familienhaus aus dem 16. Jahrhundert zwischen Brescia und dem Gardasee und baute einige Zeit später das Zentralgebäude und den Westflügel hinzu. Wie auf der Gedenktafel zwischen dem zentralen Türzargen der Vorhalle und dem Tympanon vermerkt beendet Giammaria den Bau 1753. Er starb zwölf Tage nach dem Tod seiner Frau.

### Literarische Laufbahn

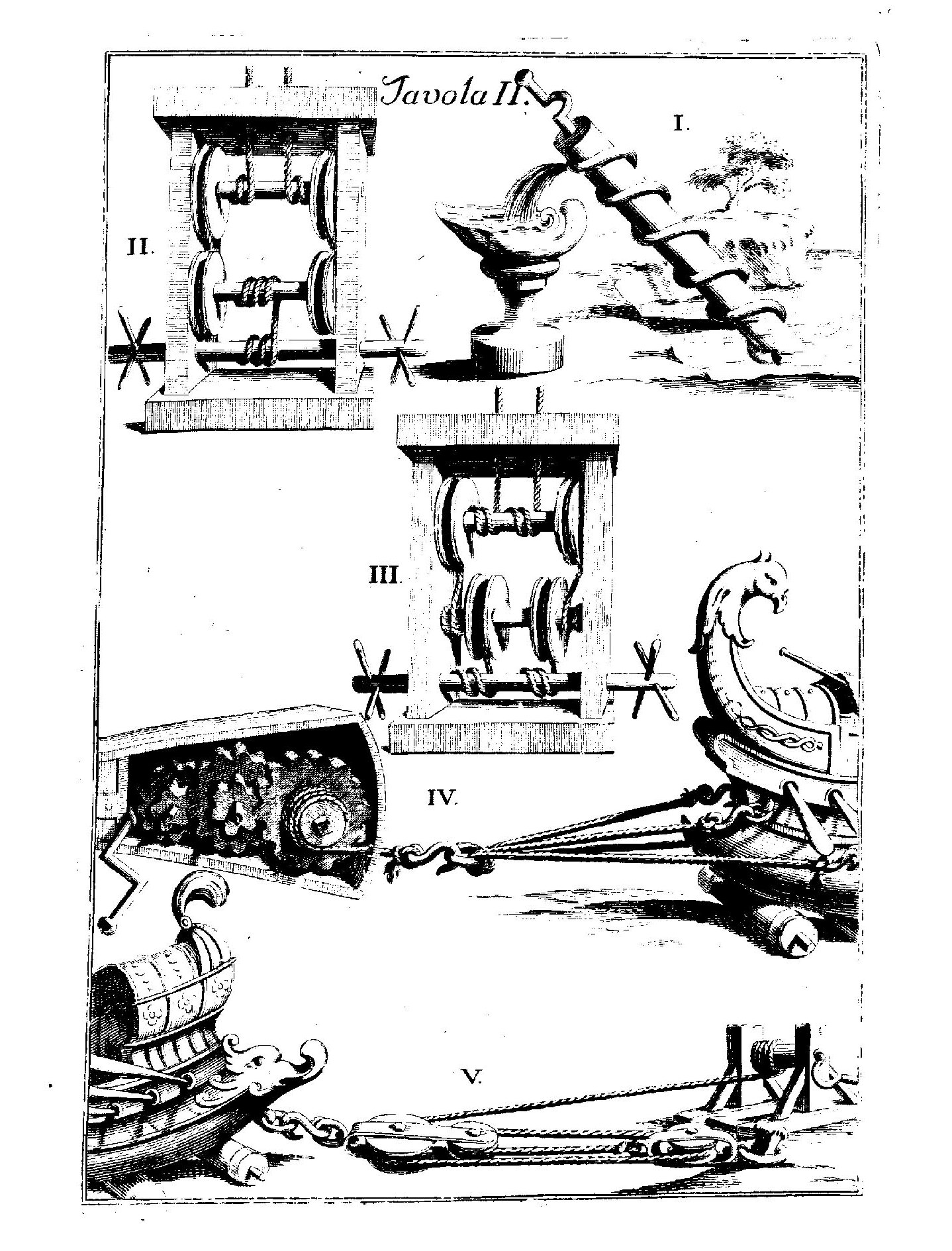
Historische und kritische Berichten über das Leben, die Erfindungen und Schriften der Archimedes von Syrakus., 1737

Sein Debüt gab er mit zahlreichen gelehrten und genauen Biographien alter und moderner Autoren (z. B. Archimedes, Pietro Aretino, Lodovico Adimari, Luigi Alamanni, Matteo und Filippo Villani). Ausgehend von dieser Erfahrung entwickelte er den umfangreichen Plan, die Biographien aller italienischen Schriftsteller und die Berichte über ihre Werke aus den frühesten Zeiten zu sammeln. Dabei profitierte er als Kurator der Biblioteca Queriniana, die vom Kardinal Angelo Maria Quirini in Brescia gestiftet wurde, und auf seinem umfangreichen Briefwechsel mit italienischen und europäischen Gelehrten. Er begann daher, ein großes Lexikon der Schriftsteller Italiens zu erstellen, aber das Werk blieb wegen des vorzeitigen Todes des Autors unvollendet.
Mit dieser wissenschaftlichen Arbeit ebnete Mazzuchelli den Weg für die Geschichte der italienischen Literatur, wie Girolamo Tiraboschi es in der Einführung seines Hauptwerks und späterer Historiker erkannten. Ein Großteil des Materials, das von Mazzuchelli nicht verwendet werden konnte, befindet sich noch als Manuskript in der Vatikanischen Apostolischen Bibliothek; es gibt auch eine Kopie in der Biblioteca Nazionale Centrale di Roma.

## Werke
(Auszug)
- Giovanni Maria Mazzucchelli: Notizie istoriche e critiche intorno alla vita, alle invenzioni, ed agli scritti di Archimede siracusano. Giammaria Rizzardi, Brescia 1737 (italienisch, beic.it [abgerufen am 15. Oktober 2019]).
- Giammaria Mazzuchelli: La vita di Pietro Aretino scritta dal conte Giammaria Mazzuchelli bresciano, decorata di sette tavole. Francesco Sonzogno e Comp., Mailand 1830 (italienisch, google.at [abgerufen am 15. Oktober 2019]).
- Giammaria Mazzuchelli: La vita di Pietro Aretino scritta dal conte Giammaria Mazzuchelli bresciano. Giuseppe Comino, Padua 1741.
- Lodovico Adimari: Satire del marchese Lodovico Adimari patrizio fiorentino, Edizione seconda in cui si aggiunge un elogio dell’autore tratto dal chiarissimo signor conte Giammaria Mazzucchelli. Amsterdam 1764 (italienisch, google.it [abgerufen am 15. Oktober 2019]).
- Giammaria Mazzuchelli: Cronica di Matteo e Filippo Villani, con le Vite d’uomini illustri fiorentini di Filippo e la Cronica di Dino Compagni. Nicolò Bettoni e Comp., Mailand 1834 (italienisch, google.it [abgerufen am 15. Oktober 2019]).
- Giammaria Mazzuchelli: Gli scrittori d'Italia, cioè, Notizie storiche e critiche intorno alle vite e agli scritti dei letterati italiani. Band I, Nr. 1. Bossini, Brescia 1753 (italienisch, google.it [abgerufen am 15. Oktober 2019]).
- Giammaria Mazzuchelli: Gli scrittori d’Italia, cioè, Notizie storiche e critiche intorno alle vite e agli scritti dei letterati italiani. Band I, Nr. 2. Bossini, Brescia 1753 (italienisch, google.it [abgerufen am 15. Oktober 2019]).
- Giammaria Mazzuchelli: Gli scrittori d’Italia, cioè, Notizie storiche e critiche intorno alle vite e agli scritti dei letterati italiani. Band II, Nr. 1. Bossini, Brescia 1758 (italienisch, google.it [abgerufen am 15. Oktober 2019]).
- Giammaria Mazzuchelli: Gli scrittori d’Italia, cioè, Notizie storiche e critiche intorno alle vite e agli scritti dei letterati italiani. Band II, Nr. 2. Bossini, Brescia 1760 (italienisch, google.it [abgerufen am 15. Oktober 2019]).
- Giammaria Mazzuchelli: Gli scrittori d’Italia, cioè, Notizie storiche e critiche intorno alle vite e agli scritti dei letterati italiani. Band II, Nr. 3. Bossini, Brescia 1762 (italienisch, google.it [abgerufen am 15. Oktober 2019]).
- Giammaria Mazzuchelli: Gli scrittori d’Italia, cioè, Notizie storiche e critiche intorno alle vite e agli scritti dei letterati italiani. Band II, Nr. 4. Bossini, Brescia 1763 (italienisch, google.it [abgerufen am 15. Oktober 2019]).